# Marek Koterski

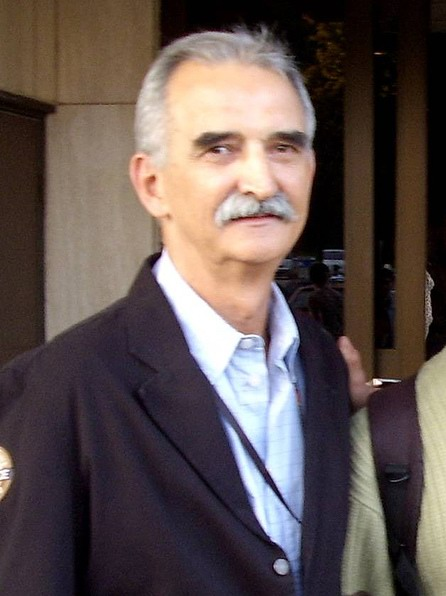
Marek Koterski im August 2007

Marek Koterski (* 3. Juni 1942 in Krakau) ist ein polnischer Filmregisseur.
Marek Koterski studierte zunächst Polnische Philologie und Kunstgeschichte an der Universität Wrocław. 1972 begann er ein Filmregiestudium an der Filmhochschule Łódź, das er 1977 mit dem Diplom abschloss. Koterski drehte seinen ersten Spielfilm 1984. Er verfilmt ausschließlich eigene Drehbücher. Neben der Filmarbeit ist er als Theaterregisseur, Dramatiker und Autor literarischer Prosa sowie Kritiken zu Themen aus dem Film-, Theater- und Literaturbereich tätig.

## Filmographie
- 1984: Dom Wariatów (mit Tadeusz Łomnicki und Marek Kondrat)
- 1986: Życie Wewnętrzne (mit Wojciech Wysocki und Joanna Sienkiewicz)
- 1989: Porno (mit Zbigniew Rola und Agnieszka Wójcik)
- 1995: Nic Śmiesznego (mit Cezary Pazura und Marek Kondrat)
- 1999: Ailawju (mit Cezary Pazura und Katarzyna Figura)
- 2002: Dzień świra (mit Marek Kondrat)
- 2006: Wszyscy Jesteśmy Chrystusami (mit Marek Kondrat und Andrzej Chyra)
- 2011: Baby są jakieś inne